# Hopf-Konstruktion
Im mathematischen Teilgebiet der Algebraischen Topologie ist die Hopf-Konstruktion eine spezielle Zuordnung für stetige Abbildungen aus einem Produkt topologischer Räume auf eine andere stetige Abbildung durch die Verwendung der topologischen Konstruktionen von Verbund und Einhängung. Die Hopf-Konstruktion lässt sich allgemein in der Homotopietheorie anwenden, da die Einschränkung auf die Homotopieklassen der stetigen Abbildungen wohldefiniert ist, sowie für die Verknüpfungsabbildung von topologischen Gruppen. Bekannte Anwendungen sind die Konstruktion von Hopf-Faserungen und dem J-Homomorphismus. Sie ist benannt nach dem deutsch-schweizerischen Mathematiker Heinz Hopf.

## Definition
Für topologische Räume {\displaystyle X} und {\displaystyle Y} gibt es eine kanonische Abbildung {\displaystyle H'\colon X*Y\rightarrow \Sigma (X\times Y),[(x,y,t)]\mapsto [(x,y,t)]} von ihrem Verbund in die Einhängung ihres Produktes. Beide Räume sind Quotientenräume von {\displaystyle X\times Y\times [0,1]}, wobei für den Verbund die Teilmengen {\displaystyle X\times Y\times \{0\}} und {\displaystyle X\times Y\times \{1\}} nur entlang von jeweils {\displaystyle X} und {\displaystyle Y} kollabiert werden, während sie in der Einhängung komplett kollabiert werden, also die Äquivalenzrelation für letztere stärker ist.
Für einen weiteren topologischen Raum {\displaystyle Z} und eine stetige Abbildung {\displaystyle f\colon X\times Y\rightarrow Z} ist die Abbildung {\displaystyle H_{f}:=\Sigma f\circ H'\colon X*Y\rightarrow \Sigma Z} ihre Hopf-Konstruktion. Da homotope Abbildungen homotope Einhängungen haben und die Komposition mit einer anderen Abbildung homotope Abbildungen erhält, haben homotope Abbildungen homotope Hopf-Konstruktionen, wodurch diese als Abbildung {\displaystyle H\colon [X\times Y,Z]\rightarrow [X*Y,\Sigma Z],[f]\mapsto [H_{f}]} wohldefiniert sind.

## Anwendung
Insbesondere verfügt eine topologische Gruppe (oder allgemeiner ein H-Raum) {\displaystyle X} über eine stetige Verknüpfung {\displaystyle X\times X\rightarrow X} und daher durch die Hopf-Konstruktion über eine kanonische Abbildung {\displaystyle X*X\rightarrow \Sigma X}. Da Verbund und Einhängung von Sphären wieder Sphären ergeben mit {\displaystyle S^{m}*S^{n}\cong S^{m+n+1}} und {\displaystyle \Sigma S^{n}\cong S^{n+1}}, erzeugt eine Sphäre {\displaystyle S^{n}} mit einer stetigen Verknüpfungsabbildung über deren Hopf-Konstruktion eine stetige Abbildung {\displaystyle S^{2n+1}\rightarrow S^{n+1}}. Dies sind genau die Abbildungen, für die die Hopf-Invariante definiert ist.
Jedoch ist die Sphäre {\displaystyle S^{n}} keine topologische Gruppe (und nicht einmal ein H-Raum) für {\displaystyle n\neq 0,1,3,7}. Das hängt mit der Existenz der vier Divisionsalgebren {\displaystyle \mathbb {R} }, {\displaystyle \mathbb {C} }, {\displaystyle \mathbb {H} } und {\displaystyle \mathbb {O} } in einer Dimension höher zusammen, da deren Multiplikation auf der Einheitskugel betrachtet werden kann. {\displaystyle S^{0}} ist diffeomorph zur orthogonalen Lie-Gruppe {\displaystyle \operatorname {O} (1)\cong \mathbb {Z} _{2}}, {\displaystyle S^{1}} ist diffeomorph zur unitären Lie-Gruppe {\displaystyle \operatorname {U} (1)}, {\displaystyle S^{3}} ist diffeomorph zur speziellen unitären Lie-Gruppe {\displaystyle \operatorname {SU} (2)} und {\displaystyle S^{7}} verfügt über die Moufang-Struktur. Die jeweiligen Hopf-Konstruktionen sind eine Möglichkeit zur Erzeugung der vier Hopf-Faserungen.